# Generale Maatschappij van België
De Generale Maatschappij van België (Frans: Société Générale de Belgique) was een belangrijke Belgische holding en investeringsmaatschappij.

## Geschiedenis

### Het begin

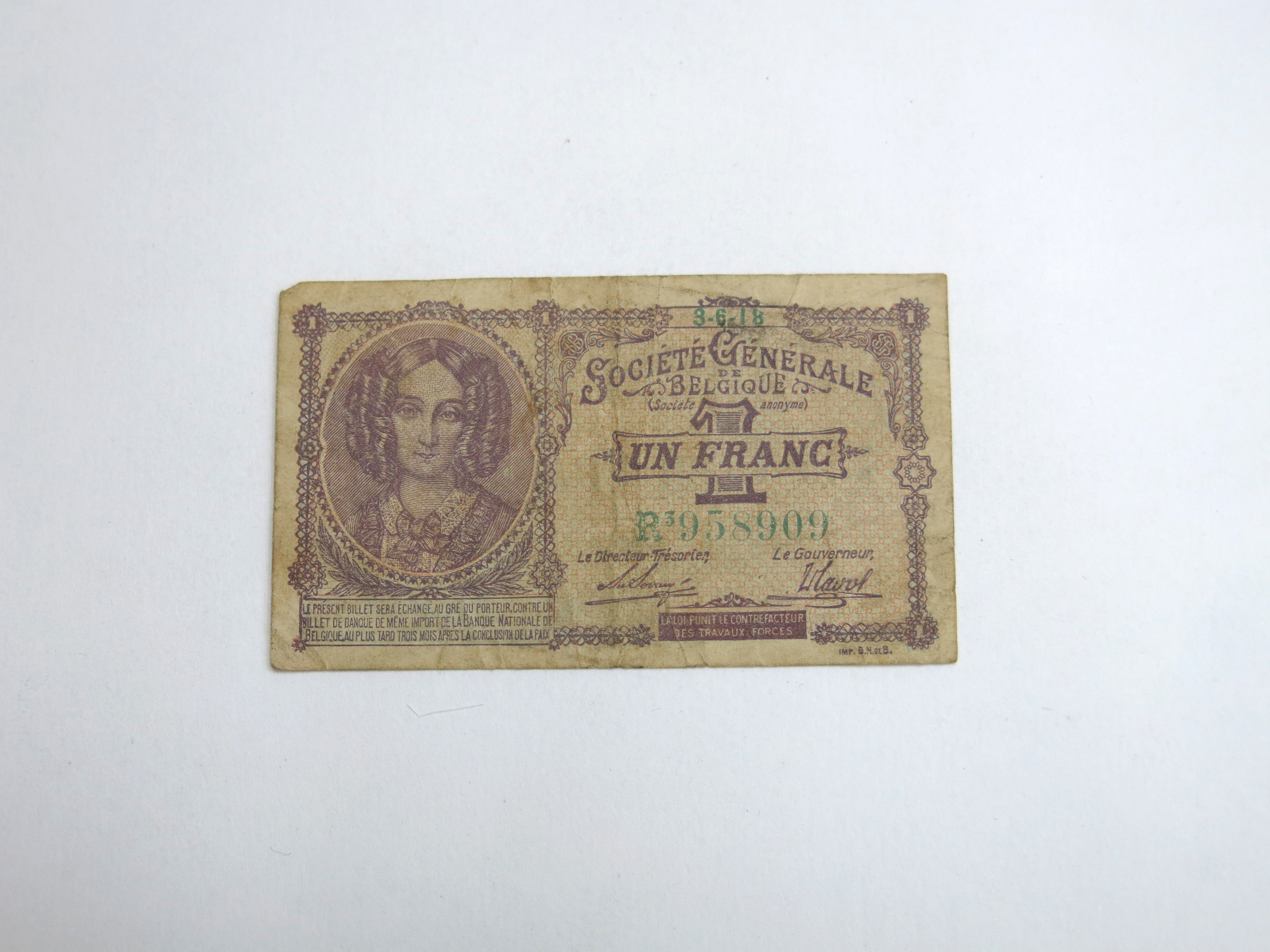
Bankbiljet van de Generale Maatschappij van België (1918)

De Generale Maatschappij werd met staatswaarborg in december 1822 opgericht  door koning Willem I onder het Verenigd Koninkrijk der Nederlanden als de Algemeene Nederlandsche Maatschappij ter Begunstiging van de Volksvlijt. Deze maatschappij had als doel de groei van de welvaart in de zuidelijke gewesten van het land te stimuleren.  Koning Willem I stond het Zoniënwoud (toen nog ca. 10.000 ha groot) op 22 augustus 1822 af aan deze nieuw opgerichte maatschappij, die in de jaren tot 1836 bijna 60 procent ervan verkocht voor ontginning. De resterende 4.400 hectare kwamen in 1843 weer in handen van de Belgische staat en zijn tot heden bewaard. Na de revolutie van 1830 werd het bedrijf Belgisch (Societé Générale de Belgique). Vanaf toen tot de oprichting van de Nationale Bank van België in 1850 fungeerde de Generale Maatschappij ook als nationale bank. Van 1835 had de Generale Maatschappij evenwel concurrentie van de Banque de Belgique. Beide banken domineerden de Belgische financiële markt tot deze laatste verdween in 1876 en 1885.

### Hoogtepunt
In de begintijd investeerde de Generale Maatschappij (GM) veel in (spoor)wegen en kanalen. Naar aanleiding van de beurscrash van 1929 werden de bankactiviteiten in 1934 afgesplitst in de Generale Bank (nu: BNP Paribas Fortis). De GM bleef wel de belangrijkste aandeelhouder van de Generale Bank.
Op het toppunt van haar macht, rond de Tweede Wereldoorlog, controleerde GM zo’n 800 van de grootste ondernemingen in België en Congo. Dat was equivalent aan ongeveer 40% van het Belgische industriële patrimonium. De invloed van de holding op de politiek en sociaal terrein was bijzonder groot en "GM was een staat binnen de Belgische staat". Het Comité Intérieur Colonial controleerde vanuit Brussel de Congolese belangen van de groep.

### Einde

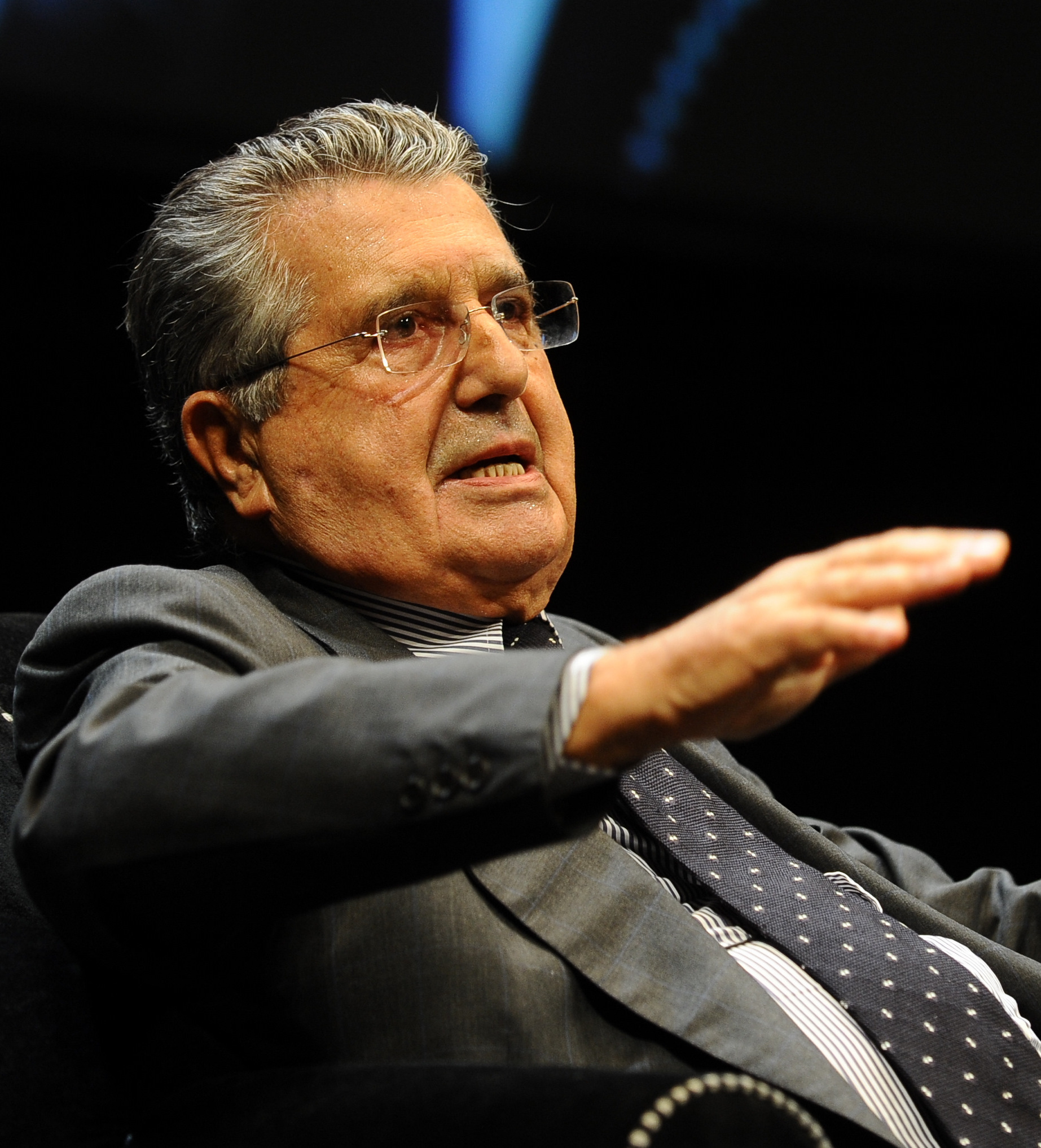
Carlo de Benedetti

#### Overnamepoging de Benedetti
Een van de grote economische verhalen van België kwam ten einde in 1988. De Italiaanse zakenman Carlo de Benedetti had in alle stilte 17% van de aandelen van de Generale Maatschappij van België (GM) gekocht en hij wilde een bod op alle aandelen GM doen.
De GM had op dat moment nog steeds een groot maatschappelijk belang. Tegen de tweede helft van de twintigste eeuw had GM ongeveer 1200 dochters over heel Europa, en was net begonnen met bedrijven op te kopen in China, tien jaar voor de rest van de wereld het land ontdekte. Er is becijferd dat één derde van het Belgische bedrijfsleven verstrengeld was in de GM.
GM had echter haar aandeelhouders verwaarloosd. Slechts 6 à 7% van de uitstaande aandelen waren in vaste handen (voornamelijk bij de koninklijke familie en een paar grote banken). De managers waren ingenieurs verbonden aan de Université catholique de Louvain (UCL). Het dividendbeleid van de onderneming was mager en de koers van het aandeel lag met 2800 BEF (69,40 euro) fors onder de intrinsieke waarde van 10000 BEF (250 euro) per aandeel. 
De Benedetti was aangetrokken door de lage beurskoers van GM. Hij kocht op de beurs aandelen en bouwde een minderheidsbelang op in GM. Op zondag 17 januari 1988 bracht De Benedetti een bezoek aan René Lamy, gouverneur van de GM. Hij had een doosje pralines mee, en kondigde zijn voornemen aan om een openbaar bod uit te brengen op alle aandelen van de GM. Lamy viel van zijn stoel en belde naar de koning, de eerste minister en naar Walter Van Gerven, toen voorzitter van de bankcommissie. Het Belgische economische establishment kwam in verzet tegen deze ongewenste overname en zocht een vriendelijk gezinde partij die de aanval van de Italiaan zou helpen afslaan.
Maurice Lippens, toenmalig voorzitter van de raad van bestuur van de Generale Bank (GB), een van de dochters van de GM, had een constructie opgezet om de plannen van De Benedetti te doen mislukken. De raad van bestuur van de GM zou een kapitaalverhoging van 100% uitschrijven, om zo het belang van De Benedetti te verwateren (een gifpil). Het geld kwam van de GB, die een lening van drie miljard BEF toestond aan Sodecom en Sodecom schreef in op alle aandelen in de kapitaalverhoging. Zo ontstond de absurde en vennootschapsrechtelijk incestueuze situatie dat Sodecom, die 100% eigendom is van de GM, zelf 50% eigenaar wordt van de GM. Op deze manier is in één nacht het maatschappelijk kapitaal van de GM verdubbeld van drie naar zes miljard BEF. Het belang van De Benedetti in GM daalde op slag van 17% naar 8,5%.
Op maandag werd het openbaar bod gepubliceerd. Op dinsdag was het aandeel van GM al gestegen van 2800 BEF (69,40 euro) naar 8000 BEF (200 euro). Oorspronkelijk had De Benedetti ongeveer 9,96 miljard BEF (246 miljoen euro) moeten betalen voor alle aandelen van de GM. Door deze koersstijging en door de kapitaalverhoging zou De Benedetti nu zomaar eventjes 21,97 miljard BEF (544 miljoen euro) op tafel moeten leggen.
Ondertussen was de premier druk op zoek naar een andere overnemer en die vond hij bij Compagnie de Suez. Suez was toen nog een relatief kleine Franse onderneming. Dankzij de steun van een aantal financiële instanties slaagde Suez op 14 april 1988 erin GM over te nemen en De Benedetti moest afdruipen.

#### Suez en de ontmanteling van de groep
Suez verwierf in 1988 een meerderheidsbelang van bijna 60% in GM. In 1998 bracht de Franse groep, intussen omgedoopt tot Suez Lyonnaise des Eaux, een vrijwillig ruilbod uit op de overige 40% van de aandelen. Suez Lyonnaise kreeg hiermee bijna alle aandelen in handen en het aandeel van GM werd van de beurs gehaald. In december 1999 bracht het een verplicht uitkoopbod uit op de 0,6% GM-aandelen die ze nog niet bezat. Suez-Lyonnaise slaagde hierin en met alle aandelen in handen hoefde Suez Lyonnaise geen openbare aandeelhoudersvergaderingen voor GM meer te organiseren. De Generale was in feite een nutteloze schakel tussen Suez en de 'interessante' bedrijven Tractebel en Electrabel geworden. In 1999 was Suez voor 100% eigenaar van Tractebel geworden en op 31 oktober 2003 ten slotte fuseerde Tractebel met de Generale Maatschappij tot Suez-Tractebel NV. Die vrijdag was de juridische sterfdatum van de Generale Maatschappij van België.
Na de overname heeft Suez heel wat dochters van de GM moeten verkopen om haar reusachtige leningen terug te betalen. Suez heeft in feite hetzelfde gedaan als De Benedetti van plan was, de ontmanteling van het conglomeraat. Slechts een paar belangrijke vennootschappen, zoals de Société Maritime de Belgique, zijn in Belgische handen gebleven. Suez hield in de jaren 90 ook nog een aandelenbelang van 30% in de Generale Bank, maar op 17 mei 1998 kocht Fortis deze aandelen en werd de Generale Bank een onderdeel van Fortis.

## Dochtermaatschappijen
Als holdingmaatschappij had "de oude dame" een aandeel in onder andere volgende maatschappijen.
Bank
- Generale Bank nu BNP Paribas Fortis

Mijnbouw
- Union Minière nu Umicore

Transport
- Compagnie Maritime Belge nu CMB

Industrie
- Acec
- Arbed
- Recticel
- Fabrique Nationale de Herstal
- Glaverbel

Infrastructuur
- Tractebel
- Electrabel
- Distrigas nu Fluxys

## Gouverneurs
- Ocker Repelaer van Driel 1823-1830
- Ferdinand Meeûs 1830-1861
- Charles Liedts 1861-1877
- Victor Tesch 1877-1892
- Ferdinand Baeyens 1892-1913
- Jean Jadot 1913-1932
- Emile Francqui 1932-1935
- Alexandre Galopin 1935-1944
- Félicien Cattier 1944
- Gaston Blaise 1944-1950
- Paul Gillet 1950-1961
- Max Nokin 1961-1974
- Paul-Emile Corbiau 1975-1980
- René Lamy 1981-1988
- Étienne Davignon 1988-2001
- Gérard Mestrallet 2001-